# BURNING LOVE (LOUDNESSの曲)
「BURNING LOVE」（バーニング・ラブ）は、日本のヘヴィメタルバンド・LOUDNESSのシングル。1982年5月1日に発売された。
『THE BIRTHDAY EVE 〜誕生前夜〜』の2005年再発時にボーナストラックとして収録された。

## 収録曲
1. BURNING LOVE
  - 作詞：二井原実 / 作曲：高崎晃 / 編曲：LOUDNESS
2. BAD NEWS
  - 作詞：二井原実 / 作曲：高崎晃 / 編曲：LOUDNESS